# BLUE FIGHT 〜蒼き若者たちのブレイキングダウン〜
『BLUE FIGHT 〜蒼き若者たちのブレイキングダウン〜』（ブルーファイト あおきわかものたちのブレイキングダウン）は、2025年1月31日に公開された日本映画。監督は三池崇史、脚本は樹林伸、エグゼクティブプロデューサーはBreakingDown・CEOの朝倉未来と同社COOの溝口勇児、主演は総勢2000人が参加したオーディションを経て選ばれた木下暖日と吉澤要人。
格闘技イベント「BreakingDown」を題材に、少年院で出会った2人の男がBreakingDownへの出場を目指す姿を描いたバトルアクション映画で、朝倉の自伝『路上の伝説』から着想を得たオリジナル脚本となっている。

## あらすじ
イクトとリョーマは少年院で知り合い、朝倉未来のスピーチに感銘を受けて格闘技イベント「BreakingDown」に出場することを目指すが、因縁のライバルの登場により予期せぬ抗争へと巻き込まれていく。

## 登場人物
矢倉往年（イクト）
演 - 木下暖日
濡れ衣で少年院に入り、朝倉未来のスピーチに感銘を受けてBreakingDownへの出場を目指す。曲がった事を嫌い、キレると手がつけられない。
赤井竜馬（リョーマ）
演 - 吉澤要人
強盗で少年院に入る。イクトと親しくなり共に格闘家を目指すが、イクトの事件に関わる秘密を抱える。自らの心の弱さを克服したいと思っている。
矢倉晴香
演 - 篠田麻里子
イクトの母親。夫も収監されている。
赤井薫子
演 - 土屋アンナ
リョーマの母。シングルマザー。
吉祥丸盾
演 - 久遠親
イクトに対抗心を燃やす不良。かつては普通の高校生で、ボクシングの有望選手であった。
原田教官
演 - やべきょうすけ
少年院の教官。
袴田敏和
演 - 一ノ瀬ワタル
少年院の教官。イクトを目の敵にする。
玉木由希奈
演 - 加藤小夏
リョーマの中学時代の同級生。かつて吉祥丸とつきあっていた。
井坂公介（コウスケ）
演 - 仲野温
吉祥丸の不良軍団を仕切るNo.2。かつてリョーマに追い込みをかけ、強盗に手を染めさせた。
安倍健太（アベケン）
演 - カルマ
イクトに鼻を折られ、イクトに何かと因縁をつける。
タケ
演 - 中山翔貴
吉祥丸軍団の一員。
シケモク
演 - せーや
吉祥丸軍団のムードメーカー兼切り込み隊長。
ギンジ
演 - 真田理希
吉祥丸軍団の一員。
佐渡島条威
演 - 大平修蔵
東京大学キックボクシング部の主将。父親が検事であり、イクトの父・大輔の裁判を担当。BreakingDownのオーディションでイクトを挑発する。
早川七海
演 - 田中美久
由希奈の親友。
大迫裕次郎
演 - 金子ノブアキ
吉祥丸軍団のたまり場となっている喫茶店のマスター。
緋野貴之
演 - 寺島進
キックボクシングジムのトレーナー。イクトとリョーマを鍛える。
矢倉大輔
演 - 高橋克典
イクトの父親。冤罪を主張。
御堂静
演 - GACKT
最凶の半グレチーム「クリシュナ」を率いる。

### その他
- 堀江貴文[3]、西野亮廣[3]、宮迫博之[3]、三崎優太[3]、梶原雄太[3]、瓜田純士[3]、高橋努[3]、波岡一喜[3]

## スタッフ
- 原作：樹林伸[7]、YOAKE FILM
- 監督：三池崇史
- 脚本：樹林伸
- 音楽：遠藤浩二[3][7]
- 主題歌：MY FIRST STORY「BREAK IT DOWN」（作詞：Hiro, nana hatori / 作曲：MY FIRST STORY, CHIMERAZ）[8]
- 挿入歌：MY FIRST STORY「鴉」（作詞・作曲：MY FIRST STORY, CHIMERAZ）[8]
- 劇中歌：magicHour「Sunday, Monday」（作詞・作曲・編曲：magicHour）[8]
- エグゼクティブプロデューサー：朝倉未来、溝口勇児
- チーフプロデューサー：丹羽多聞アンドリウ[3][7]
- プロデューサー：坂美佐子、前田茂司[3][7]
- 撮影：北信康（J.S.C.）[3][7]
- 照明：柴田雄大[3][7]
- 録音：中村淳[3][7]
- 美術：坂本朗[3][7]
- 装飾・小道具：前田陽[3][7]、伊藤実穂[3][7]
- 編集：相良直一郎[3][7]
- キャラクタースーパーバイザー：前田勇弥[3][7]
- スタントコーディネーター：辻井啓伺[3][7]、出口正義[3][7]
- アクション指導：矢部享祐[3][7]
- キャスティングプロデューサー：山口正志[3][7]、平出千尋[3][7]
- キャスティングスーパーバイザー：柿崎ゆうじ[3][7]
- SNSプロデューサー：秦健一郎[7]
- ラインプロデューサー：今井朝幸[3][7]、奥野邦洋[3][7]、土川はな[3][7]
- 助監督：倉橋龍介[3][7]
- 制作担当：青山右京[3][7]
- 制作プロダクション：OLM[7][8]
- 制作協力：楽映舎[7][8]
- 配給：ギャガ[7][8]、YOAKE FILM[7][8]
- 製作：YOAKE FILM[7]、BACKSTAGE[7]

## 製作
2023年12月30日、朝倉未来が自身のYouTubeチャンネルで溝口勇児とともに映画製作プロジェクト「YOKAE FILM」を立ち上げたことを発表。監督・三池崇史、脚本・樹林伸のもと、映画『蒼き路上の伝説』（仮）の製作を開始することを発表した。映画製作の構想は動画公開時から約2年前に朝倉の著書『路上の伝説』や少年院での講演映像に着想を得た溝口が朝倉に持ちかけたもので、俳優のオーディションを行うことを発表し、既存の映画製作モデルに風穴をあけ、若手クリエイターの活躍の場を増やすと語った。
溝口からオファーを受けた三池は、溝口の周りのメンバーに映画を職業としている人がほとんどいなかったことを面白く感じ、過去にVシネマを作っていたときの感覚、映画というものに夢を見ていた原点に帰るような感覚があったと話している。
「『クローズZERO』を超える映画を作る」を合言葉としており、やべきょうすけ、一ノ瀬ワタル、金子ノブアキ、高橋努、波岡一喜、山田孝之といった『クローズZERO』シリーズのキャストが参加した。
2024年8月にGACKT、篠田麻里子、土屋アンナの出演が発表され、9月から主演オーディションの模様が朝倉未来のYouTubeチャンネルで公開された。共に映画初出演となる木下暖日と吉澤要人が約2000人が参加したオーディションを経てダブル主演に選ばれる。三池は木下を選んだ理由として、「いかにも業界慣れしていない、安っぽいプロフィール写真で応募してきたんですけど、その写真を見た時点で、”こいつがいればなんとかなるんじゃないか”と思った」「ピュアで小手先のお芝居をしないところが悪くなかった」と話した。
「ラスボスとして立ちはだかる最強の男」を演じるGACKTは撮影中に左足太ももの血管が中で切れ、治療に3か月を要する怪我を負った。
「不良グループのリーダー“吉祥丸盾”の元恋人」を演じる加藤小夏は、「彼女にとって盾くんはこれまでも、これからも人生で一番大切な人なんだろうと思いながら演じました」と話した。

## 封切り
2025年1月31日に公開。翌2月1日に新宿ピカデリーで公開記念舞台挨拶が行われ、キャストの木下暖日、吉澤要人、久遠親、加藤小夏、仲野温、カルマ、中山翔貴、せーや、真田理希、田中美久が登壇。監督の三池崇史、エグゼクティブプロデューサーの溝口勇児も参加した。2月4日にオランダのロッテルダム国際映画祭にて上映され、監督の三池が舞台挨拶に登壇した。上映に際して三池は以下のように話した。
フジテレビ不適切接待疑惑問題によるスポンサーのフジテレビでのCM放映の差し止めが続く中で、本作のCMを2月8日からフジテレビで放送することを決定した。溝口は理由について「社会が過ちを犯した人に対して厳しくあってくれるなら、99％の人が被害者に寄り添ってくれるなら、せめて僕たちくらいは寛容であってもいいのかなという考えも持っています。一度の失敗で一生立ち上がれないような社会もまた違うのではないか」などと話った。

### 評価
『キネマ旬報』では、文筆家の和泉萌香、フランス文学者の谷昌親、 映画評論家の吉田広明によってレビューされ、和泉は星2つ（以下すべて星5つ中）、谷は星2つ、吉田は星3つをつけた。和泉は「物語はいたって紋切型の青春エンターテイメント」、「全篇『ネット界と映画界のコラボ』の印象にとどまる」、「初主演の木下暖日、吉澤要人の溌剌とした姿は眩しくこれからが楽しみ」と評した。谷は「直球すぎるほどの青春ドラマとなっている」とし、「青春ドラマ的な親和力のなかにすべて包み込まれてしまった」、「『DEAD OR ALIVE』シリーズのような圧倒的爆発力が懐かしくなる」と評した。吉田は「殴り合いの中で互いを理解してゆき、最終的に悪人はいなくなる予定調和の展開」であるとし、新人である主演の2人およびその他の少年たちが見知らぬ顔であることによる生々しい感触を肯定的に評したが、カメオ出演の多さについて「正直鬱陶しいし醒める」と評した。
映画レビューサイト「Filmarks」による「（2025年）1月第5週公開映画の初日満足度ランキング」では本作が12位にランクされ、5.0点満点で3.20点となった。

## コミカライズ版
映画公開に先駆けて、五褒美が漫画を担当したコミカライズ版の連載が2024年10月11日発売の週刊ヤングマガジン46号より開始した。

### 書誌情報
- 著：五褒美、原作：YOAKE FILM、原作・その他：樹林伸『BLUE FIGHT〜蒼き若者たちのブレイキングダウン〜』講談社〈ヤンマガKCスペシャル〉、既刊3巻（2025年7月4日現在）
  1. 2025年1月20日発売[26]、ISBN 978-4-06-538304-9
  2. 2025年4月4日発売[27]、ISBN 978-4-06-539232-4
  3. 2025年7月4日発売[28]、ISBN 978-4-06-540175-0